# Macaduma cristata
Macaduma cristata là một loài bướm đêm thuộc phân họ Arctiinae, họ Erebidae.